# Grand Prix automobile de Suisse 1934
Le Grand Prix de Suisse 1934 est un Grand Prix comptant pour le championnat d'Europe des pilotes, qui s'est tenu sur le circuit de Bremgarten le 26 août 1934.

## Grille de départ
| 1re ligne | Pos. 3                |                       | Pos. 2            |                          | Pos. 1                    |
| --------- | --------------------- | --------------------- | ----------------- | ------------------------ | ------------------------- |
|           | Biondetti Maserati    |                       | Varzi Alfa Romeo  |                          | Stuck Auto Union          |
| 2e ligne  |                       | Pos. 5                |                   | Pos. 4                   |                           |
|           |                       | Chiron Alfa Romeo     |                   | *                        |                           |
| 3e ligne  | Pos. 8                |                       | Pos. 7            |                          | Pos. 6                    |
|           | Balestrero Alfa Romeo |                       | Nuvolari Maserati |                          | Hartmann Bugatti          |
| 4e ligne  |                       | Pos. 10               |                   | Pos. 9                   |                           |
|           |                       | Ghersi Alfa Romeo     |                   | Caracciola Mercedes-Benz |                           |
| 5e ligne  | Pos. 13               |                       | Pos. 12           |                          | Pos. 11                   |
|           | Leiningen Auto Union  |                       | Hamilton Maserati |                          | Brauchitsch Mercedes-Benz |
| 6e ligne  |                       | Pos. 15               |                   | Pos. 14                  |                           |
|           |                       | Fagioli Mercedes-Benz |                   | Dreyfus Bugatti          |                           |
| 7e ligne  |                       |                       | Pos. 17           |                          | Pos. 16                   |
|           |                       |                       | Howe Maserati     |                          | Momberger Auto Union      |

*Hans Ruesch, qui occupe la 4e place sur la grille, ne prend pas le départ de la course.

## Classement de la course
| Pos  | no | Pilote                            | Écurie                      | Châssis           | Tours | Temps/Abandon     | Grille |
| ---- | -- | --------------------------------- | --------------------------- | ----------------- | ----- | ----------------- | ------ |
| 1    | 6  | Hans Stuck                        | Auto Union AG               | Auto Union Type A | 70    | 3 h 37 min 51 s 6 | 1      |
| 2    | 4  | August Momberger                  | Auto Union AG               | Auto Union Type A | 69    | + 1 tour          | 17     |
| 3    | 14 | René Dreyfus                      | Automobiles Ettore Bugatti  | Bugatti T59       | 69    | + 1 tour          | 15     |
| 4    | 32 | Achille Varzi Carlo Felice Trossi | Scuderia Ferrari            | Alfa Romeo P3     | 69    | + 1 tour          | 2      |
| 5    | 28 | Louis Chiron                      | Scuderia Ferrari            | Alfa Romeo P3     | 69    | + 1 tour          | 5      |
| 6    | 12 | Luigi Fagioli                     | Daimler-Benz AG             | Mercedes-Benz W25 | 68    | + 2 tours         | 14     |
| 7    | 20 | Pietro Ghersi                     | Scuderia Ferrari            | Alfa Romeo P3     | 66    | + 4 tours         | 10     |
| 8    | 26 | Clemente Biondetti                | Officine Alfieri Maserati   | Maserati 4C 2500  | 66    | + 4 tours         | 3      |
| Nc.  | 16 | Earl Howe                         | Privé                       | Maserati 8CM      | 63    | + 4 tours         | 16     |
| Nc.  | 10 | Rudolf Caracciola Hanns Geier     | Daimler-Benz AG             | Mercedes-Benz W25 | 62    | + 8 tours         | 9      |
| Abd. | 40 | Hugh Hamilton                     | Whitney Straight Ltd.       | Maserati 8CM      | 65    | Accident mortel   | 12     |
| Abd. | 8  | Manfred von Brauchitsch           | Daimler-Benz AG             | Mercedes-Benz W25 | 52    | Tuyaux d'huile    | 11     |
| Abd. | 6  | Renato Balestrero                 | Gruppo Genovese San Giorgio | Alfa Romeo Monza  | 47    | Boîte de vitesses | 8      |
| Abd. | 20 | Tazio Nuvolari                    | Privé                       | Maserati 8CM      | 36    | Moteur            | 7      |
| Abd. | 2  | Hermann zu Leiningen              | Auto Union AG               | Auto Union Type A | 18    | Boîte de vitesses | 13     |
| Abd. | 38 | László Hartmann                   | Privé                       | Bugatti T35B      | 13    | Mécanique         | 6      |
| Np.  | 36 | Hans Ruesch                       | Privé                       | Maserati 8CM      |       |                   | 4      |
| Np.  |    | Hanns Geier                       | Daimler-Benz AG             | Mercedes-Benz W25 |       | Pilote de réserve |        |

- Légende : Abd.=Abandon - Np.=Non partant - Nc.=Non classé.

## Pole position et record du tour
- Pole position : Hans Stuck par ballotage.
- Record du tour : August Momberger en 2 min 53 s.